# Hombre de blues
Hombre de blues es el quinto álbum del músico argentino JAF, editado en 1994 por RCA/BMG.

## Detalles
Por segunda vez en su carrera JAF se dirigió a Nueva York para trabajar en la grabación de un álbum, para lo cual contó nuevamente con Daniel Freiberg en la producción y arreglos.
El disco consta de diez temas compuestos por JAF, y una versión en castellano del tema "You've Got a Friend" de Carole King, retitulado "Tu amigo fiel". 
Para esta ocasión contó con la participación de grandes sesionistas como Frank Centeno, Mark Evans, Pablo Santos, Steve Ferrone y Daniel Freiberg.
Fue registrado en los Old House Studios entre finales de 1993 y principios de 1994.
Este álbum alcanzó la certificación de “disco de oro”.
La tapa muestra una foto del artista (por primera vez con el pelo corto, aunque con un gorro de lana), con el agregado de su nombre y el título del álbum.

## Lista de canciones
Todas las canciones compuestas por JAF salvo el tema 7, escrito por Carole King.

| N.º | Título                   | Duración |  |
| 1.  | «Hasta que den las seis» | 4:49     |  |
| 2.  | «Dame un hilo de luz»    | 5:14     |  |
| 3.  | «El gato»                | 5:49     |  |
| 4.  | «Por ti y por mí»        | 4:36     |  |
| 5.  | «El mismo tren»          | 3:10     |  |
| 6.  | «Pistas candentes»       | 5:25     |  |
| 7.  | «Tu amigo fiel»          | 4:27     |  |
| 8.  | «Hombre de blues»        | 3:20     |  |
| 9.  | «Blues solo»             | 4:42     |  |
| 10. | «El fuego del amor»      | 3:55     |  |
| 11. | «Destello final»         | 0:46     |  |

## Créditos
- JAF: guitarra, voz líder y percusión
- Daniel Freiberg: teclados y programación
- Steve Ferrone: batería
- Marc Egan, Frank Centeno y Pablo Santos: bajo